# Szentlőrinci kistérség
A Szentlőrinci kistérség egy kistérség volt Baranya megyében Szentlőrinc központtal. 2013 január 1.-vel a szerepét az újjáalakuló  Szentlőrinci járás vette át.

## Települései
| Bicsérd           | Boda          | Bükkösd     | Cserdi     | Csonkamindszent |
| Dinnyeberki       | Gerde         | Gyöngyfa    | Helesfa    | Hetvehely       |
| Kacsóta           | Királyegyháza | Okorvölgy   | Pécsbagota | Sumony          |
| Szabadszentkirály | Szentkatalin  | Szentlőrinc | Velény     | Zók             |

## Külső hivatkozások
- A kistérség honlapja